# Центар за културу Свилајнац
| Центар за културу Свилајнац |                                                                    |
|                             |                                                                    |
| Оснивач:                    | Општина Свилајнац                                                  |
| Основан:                    | 1964.                                                              |
| Седиште:                    | Светог Саве 58, Свилајнац Србија                                   |
| Веб презентација            | https://czksvilajnac.rs/ Архивирано на веб-сајту (29. јануар 2023) |
| Контакт:                    | 035/321 048                                                        |

Центар за културу Свилајнац је једна од јавних установа и централна установа културе у општини Свилајнац. Наследник је у раду Радничког универзитета „Драгош Илић”, који је почео са радом 1964. године, а 1996. Одлуком Скупштине општине оснива се Центар за културу, као самостална установа.

## Историјат
Раднички универзитет „Драгош Илић” почео је са радом у згради подигнутој 1934. године некадашњег Соколског друштва „Душан Силни”, подигнутој у „спомен блаженопочившем и витешком краљу Александру Првом Ујединитељу”. Крајем шездесетих година 20. века зграда је прилагођена извођењу културно-уметничких програма, а четрдесет година касније, током 2011. године урађена је прва комплетна реконструкција и адаптација здања. Данас је зграда Центра за културу репрезентативан простор прилагођен приказивању различитих уметничких форми.

## Делатност
Делатност установе усмерена је на позоришне, музичке, ликовне и друге уметничке манифестације, а у свом програму обједињује професионалне и аматерске садржаје. Централна културна манифестација Општине Свилајнац, у организацији Центра за култру “Синђелићеви дани”, приређује се крајем маја у спомен ресавског војводе Стевана Синђелића и његових сабораца трагично страдалих у Боју на Чегру. 
Под покровитељством Центра за културу делује Културно-уметничко друштво „Синђелић”. Развило се из традиције певачког друштва „Поклич” из 1869. године, друштво од 1945. наступа као КУД „Милоје Живановић”, а од 1996. са новом организационом структуром долази и ново име „Синђелић“. Данас друштво броји око 150 чланова и састоји се од дечјег, припремног и извођачког, а од 2011. године окупља и ансамбл ветерана и женску певачку групу.
Аматерски позоришни живот у Свилајнцу има дугу традицију и везује се за 1867. годину, када је у просторијама градске кафане Таково основана позоришна трупа. Од 1996. године, континуирано се ова грана стваралаштва развија под окриљем Центра за културу. До данас је премијерно изведено више од 30 представа, захваљујући великом ентузијазму глумаца аматера, ангажовањем искусних редитеља и озбиљним радом.